# Fiscale oudedagsreserve
De oudedagsreserve (voorheen ook wel fiscale oudedagsreserve of FOR genoemd) is een Nederlandse belastingtechnische voorziening voor personen die ondernemer voor de inkomstenbelasting zijn. Als een ondernemer aan de voorwaarden voldoet mag deze elk jaar belastingheffing over een percentage van de winst (met een maximum) uitstellen. Dit wordt het doteren van het betreffende bedrag genoemd. Het totaal van gedoteerde bedragen wordt de oudedagsreserve genoemd. Dit bedrag wordt dus niet daadwerkelijk gespaard, maar slechts (tijdelijk) buiten de belastingheffing gehouden. Er komt echter een moment waarop de oudedagsreserve weer vrijvalt en er alsnog belasting over moet worden betaald. Dat gebeurt bijvoorbeeld zodra de ondernemer met pensioen gaat, overlijdt of anderszins de onderneming staakt. Als een lijfrente die aan de daarvoor geldende voorwaarden voldoet, wordt gekocht met als koopsom het bedrag van de oudedagsreserve, is de koopsom aftrekbaar, wat de (directe) belastbaarheid teniet doet. Daar staat tegenover dat de lijfrenteuitkeringen belast worden.
Lange tijd kende de FOR de vermogenstoets. Dit hield in dat de reserve niet groter kon zijn dan het Fiscaal vermogen van de ondernemer. Als bijvoorbeeld door verlies het vermogen daalt, kan het zijn dat de FOR ook deels moet worden afgerekend. Dat komt dan op een moment dat niet gelegen is. Met ingang van 2018 is deze toets echter vervallen. 
Eigenlijk is de oudedagsreserve een voorziening in plaats van een reserve. De oudedagsreserve moet sinds 1 januari 2001 op de fiscale balans worden opgenomen en wijzigingen lopen via de winst- en verliesrekening. Verder kan er uitsluitend aan de oudedagsreserve worden toegevoegd, zolang de ondernemer voldoet aan het zogenaamde urencriterium en voor zover de onderneming geen negatief eigen vermogen heeft. Er kan ook niet gedeeltelijk worden gedoteerd of worden ingehaald voor gemiste jaren.
De hoeveelheid oudedagsreserve die een ondernemer per jaar mag toevoegen is een percentage van de winst en nominaal gemaximeerd. De grondslag voor de oudedagsreserve is de fiscale winst vóór toepassing van de ondernemersaftrek. De al door de ondernemer betaalde premies voor een pensioen worden op de toevoeging in mindering gebracht.
Het aanhangige Belastingplan 2023 bepaalt dat vanaf 2023 niet meer gedoteerd kan worden. De bestaande reeds opgebouwde FOR kan nog wel op basis van de in 2022 geldende regels worden afgewikkeld. Dit wordt geregeld in het nieuwe Artikel 10a.29 IB, Overgangsbepaling oudedagsreserve.
| Jaar | Percentage | Maximum |
| ---- | ---------- | ------- |
| 2022 | 9,44%      | 9.632   |
| 2021 | 9,44%      | 9.395   |
| 2020 | 9,44%      | 9.218   |
| 2019 | 9,44%      | 8.999   |
| 2018 | 9,44%      | 8.775   |
| 2017 | 9,80%      | 8.946   |
| 2016 | 9,80%      | 8.774   |
| 2015 | 9,80%      | 8.631   |
| 2014 | 10,90%     | 9.542   |
| 2013 | 12,00%     | 9.542   |
| 2012 | 12,00%     | 9.542   |
| 2011 | 12,00%     | 11.882  |
| 2010 | 12,00%     | 11.811  |
| 2009 | 12,00%     | 11.590  |
| 2008 | 12,00%     | 11.396  |
| 2007 | 12,00%     | 11.227  |
| 2006 | 12,00%     | 10.050  |
| 2005 | 12,00%     | 10.951  |
| 2004 | 12,00%     | 10.799  |
| 2003 | 12,00%     | 10.545  |
| 2002 | 12,00%     | 10.178  |
| 2001 | 12,00%     | 9.871   |